# Under the Covers
Under the Covers − drugi studyjny album Coltona Forda. Wszystkie kompozycje na tej płycie są coverami utworów popularnych wykonawców.

## Lista utworów
1. "Rock the Boat" (z repertuaru Aaliyah)
2. "With Every Heartbeat" (z repertuaru Robyn)
3. "Losing My Religion" (z repertuaru R.E.M.)
4. "Dreams" (z repertuaru Fleetwood Mac)
5. "It's No Crime" (z repertuaru Babyface'a)
6. "Trouble" (z repertuaru Britney Spears)
7. "It Seems Like You're Ready" (z repertuaru R. Kelly'ego)
8. "Follow Me" (z repertuaru Aly-Us)
9. "By Your Side" (z repertuaru Sade)
10. "Music Sounds Better with You" (z repertuaru Stardust)
11. "It's Like That" (z repertuaru Mariah Carey)
12. "No One" (z repertuaru Alicii Keys)
13. "Lithium" (z repertuaru Nirvany)
14. "What About Us?" (z repertuaru Brandy)
15. "You Gonna Want Me" (z repertuaru Tigi)
16. "Show Me Love" (z repertuaru Robin S.)
17. "Out of Time" (z repertuaru Hall & Oates)
18. "Ashes to Ashes" (z repertuaru Faith No More)

## Single
1. "No One"
2. "Music Sounds Better with You"
3. "Trouble" (wyd. 20 stycznia 2009 r.)
4. "Losing My Religion" (wyd. 7 lipca 2009 r.)